# 則次俊郎
則次 俊郎（のりつぐ としろう、1949年〈昭和24年〉10月19日 - ）は、日本の研究者・教育者。京都大学工学博士、岡山大学と津山工業高等専門学校の名誉教授。制御工学やロボット工学を専門とし、空気圧アクチュエータの制御で実績がある。岡山大学病院と連携して空気圧ゴム人工筋を応用したパワーアシストウェアも開発。岡山市や津山市を中心とした産学連携も推進した。岡山大学、同大学院修士課程出身。津山工業高等専門学校助教授、岡山大学教授、同地域共同研究センター長、同大学院自然科学研究科長、津山工業高等専門学校長、美作大学特任教授、地域生活科学研究所長を歴任。

## 来歴・人物

### 学位取得まで
1949年生まれ。1972年に岡山大学工学部生産機械工学科を卒業し、同大学院工学研究科生産機械工学専攻修士課程に進学。この間、和田力教授、清水顕助教授の自動制御研究室で研究に取り組む。同期に堂田周治郎がおり、側壁付着形流体素子の研究に取り組んだ。
1974年3月に修士課程を修了し、同年4月に津山工業高等専門学校助手に着任。講師を経て助教授。この間、空気圧アクチュエータの制御を研究対象とし、岡山大学の和田や京都大学の花房秀郎に師事する。1982年9月に京都大学で工学博士を取得（論文博士）。

### 岡山大学での活躍

空気圧ゴム人工筋は内圧を高めると膨らみ縮む。

1986年、和田に呼ばれて岡山大学工学部助教授に着任。引き続き和田のもとで空気圧アクチュエータの制御やロボット研究に取り組む。1991年教授昇進。三井造船やマツダなど、企業からの技術相談に関する産学連携研究にも取り組んだ。1996年には新設されたシステム工学科に配置換え。空気圧アクチュエータの制御では、外乱オブザーバやロバスト制御、ニューラルネットワークなど様々な制御理論を早い時期に導入した。
2002年には地域共同研究センター長を務め、大学院重点化に伴い大学院自然科学研究科教授。コアテック株式会社など企業からのテーマとともに、自分達のシーズ研究も意識。空気圧機器を用いた福祉支援機器を開発していく。共同研究や受託研究として、4足移動ロボットや自動車用シートのインテリジェント化、トイレ支援用パワーアシストウエアの研究開発、空気圧ゴム人工筋の標準化に取り組み、医療用のバルーン型やウエアラブルデバイス用の小型のものなど、エアポンプの実用化研究にも取り組んだ。
則次は岡山大学病院との医工連携にも取り組み、パワーアシストグローブはダイヤ工業株式会社から製品化された。また、産学連携活動として「おかやまロボット研究会」を立ち上げ、和田を会長として則次自身は幹事を務めた。2009年4月には大学院自然科学研究科長に就任し、1期4年を務めた。この間、2010年に設立された「おかやま生体信号研究会」の会長に就任し、2014年春まで務めた。

### 津山での要職歴任

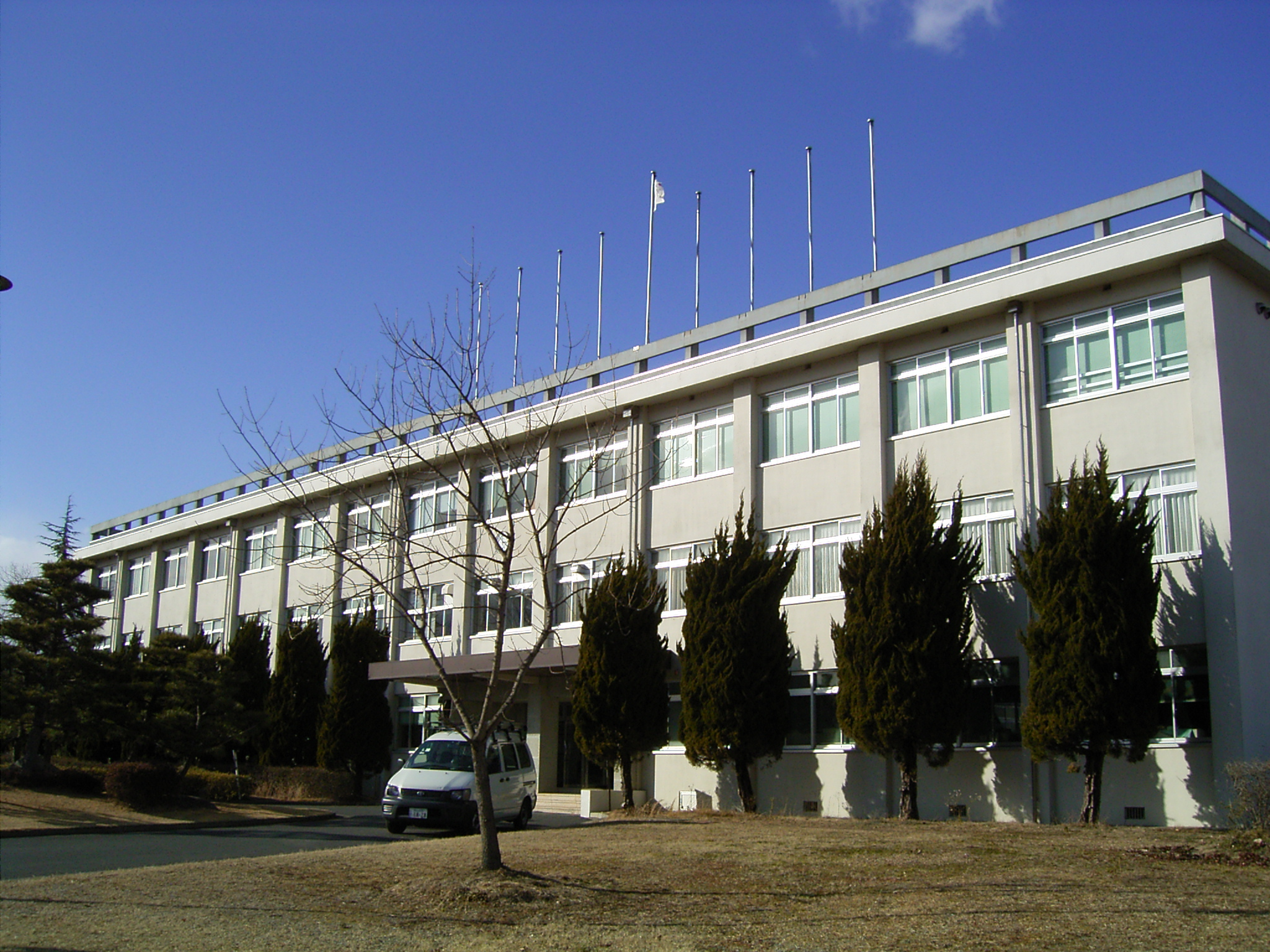
則次は教員として12年、校長として5年、津山工業高等専門学校に貢献。

2013年、則次は津山工業高等専門学校の学校長に就任（岡山大学名誉教授）。産学連携として「つやまイノベーションセンター」の設立を推進し、ロボットグループでは自身がリーダーを務めた。任期中の2016年には、1学科コース制の学科再編が行われた。
2018年3月で津山高専校長を退任し、同年4月からは美作大学特任教授、および同大学の地域生活科学研究所長に就任。2019年1月には美作大学地域生活科学研究所に「介護ロボット研究会」を設立している。また、2023年時点では岡山市にある公益財団法人岡山工学振興会の代表理事を務めている。

## 受賞・栄典

### 主な受賞歴
- 日本機械学会
  - ロボティクス・メカトロニクス部門 - 1999年度[62]、2012年度[63] 部門貢献表彰、2003年度 ROBOMEC表彰[64]、2005年度 部門功績賞[65]、2013年度 JRM表彰[66]
  - 機素潤滑設計部門 - 2006年度 功績賞[67]
- 日本AEM学会 - 2006年度 著作賞[68]
- 日本フルードパワーシステム学会（旧 日本油空圧学会） - 1987年、2001年 学術論文賞[69]、2017年度 学術貢献賞[28]
- 日刊工業新聞社 - 第24回「中小企業優秀新技術・新製品賞」優良賞・産学官連携特別賞（2012年）[21]
- 中国経済産業局 - 第5回「ものづくり日本大賞」中国経済産業局長賞（2013年）[32]

### 栄典
- 2025年4月 - 瑞宝中綬章[29]

## 社会的活動
（学術団体）
- 日本機械学会 - フェロー（2003年）[2][70]、ロボティクス・メカトロニクス部門長(2003年）[71][72]
- 日本ロボット学会 - フェロー（2007年）[73]
- 計測自動制御学会 - フェロー（2011年）[74]、先端融合部門部門長（2002年）[2]、中国支部支部長（2005年）[75][76]
- 日本フルードパワーシステム学会（旧 日本油空圧学会） - 編集委員長（1999-2003年）[75][2]、名誉員（2020年）[30]
- バイオメカニズム学会 - 会員[30]

（地域連携）
- おかやまロボット研究会 - 幹事[52][53]
- おかやま生体信号研究会 - 会長[35]、幹事[77]
- 津山ステンレス・メタルクラスター - 会長[78]
- 介護ロボット研究会 - 会長[59]

## 主な著作

### 学位論文
- 『側壁付着形流体素子により構成されるディジタル基本回路に関する基礎的研究』京都大学〈学位論文（乙第4787号）〉、1982年9月24日、NAID 500000267795。

### 著書
（共著）
- 『制御工学 ―古典から現代まで―』、朝倉書店〈学生のための機械工学シリーズ2〉、2001年4月、ISBN 978-4254237320。
- 『ロボット工学』、朝倉書店〈学生のための機械工学シリーズ6〉、2003年9月、ISBN 978-4254237368。
- 『基礎制御工学』、朝倉書店、2012年3月、ISBN 978-4254231342。

（分担執筆）
- アクチュエータシステム技術企画委員会 編 『アクチュエータ工学』、養賢堂、2004年、ISBN 978-4842503677[68]。
- 岡山大学アクチュエータ研究センター 編 『アクチュエータが未来を創る』、産業図書、2011年、ISBN 9784782841013。
- “Pneumatic Rubber Artificial Muscles and Application to Welfare Robotics”. Next-Generation Actuators Leading Breakthroughs. Springer-Verlag London Limited (2010) pp.255-266. ISBN 978-1848829909.

### 学会誌記事
（解説）
- 「ゴム人工筋のロボット制御への応用」『日本ロボット学会誌』第9巻第4号、1991年、502-506頁。
- 「空気圧系における制御理論の適用」『計測と制御』第35巻第2号、1996年、111-115頁。
- 「空気圧アクチュエータ」『日本ロボット学会誌』第15巻第3号、1997年、355-359頁。
- 「ソフトアクチュエータ」『日本ロボット学会誌』第17巻第6号、1999年、795-798頁。
- 「空気圧ソフトアクチュエータと人間親和メカニズム」『日本ロボット学会誌』第21巻第7号、2003年、722-726頁。
- 「ロボット工学とソフトマテリアル」『日本ゴム協会誌』第78巻第8号、2005年、295-300頁。
- 「空気圧ゴム人工筋を用いたパワーアシストウェアの開発」『日本ロボット学会誌』第33巻第4号、2015年、222-227頁。
- 「社会実装のための次世代アクチュエータ」『日本ロボット学会誌』第33巻第9号、2015年、660-663頁。

（随想）
- 「学術貢献賞を受賞して（空気圧とともに）」『日本フルードパワーシステム学会誌・緑陰特集号・電子版』第49巻第E1号、2018年8月、E31-E36頁。
- 「JFPS名誉員を拝命して」『日本フルードパワーシステム学会誌・緑陰特集号・電子版』第51巻第E1号、2020年8月、E39-E43頁。

### 講演スライド
- 空気圧ゴム人工筋を用いた身体装着型パワーアシスト装置の開発 - NEDO福祉工学カフェ講演資料（2013年3月15日）